# Cepheia longiseta
Genre
Espèce
Synonymes
- Theonoe longiseta Simon, 1881

Cepheia longiseta, unique représentant du genre Cepheia, est une espèce d'araignées aranéomorphes de la famille des Synaphridae.

## Distribution
Cette espèce se rencontre en Italie, en Autriche, en France, en Espagne et au Portugal,.

## Description
Le mâle syntype mesure 1 mm et la femelle syntype 1,2 mm.
Les mâles mesurent de 0,83 à 0,85 mm et les femelles de 0,85 à 0,96 mm.

## Systématique et taxinomie
Cette espèce a été décrite sous le protonyme Theonoe longiseta par Simon en 1881. Elle est placée dans le genre Cepheia par Simon en 1894.
Ce genre a été décrit par Simon en 1894 dans les Theridiidae. Il est placé dans les Symphytognathidae par Levi et Levi en 1962, dans les Mysmenidae par Forster et Platnick en 1977 puis dans les Synaphridae par Marusik et Lehtinen en 2003.

## Publications originales
- Simon, 1881 : Les arachnides de France. Paris, vol. 5, p. 1-180 (texte intégral).
- Simon, 1894 : Histoire naturelle des araignées. Paris, vol. 1, p. 489-760 (texte intégral).